# 2. Бундеслига Њемачке у фудбалу
2. Бундеслига (њем. 2. Bundesliga), позната и као Цвајта Бундеслига (њем. Zweite Bundesliga), друга је најјача професионална фудбалска лига у Њемачкој после Бундеслиге, а изнад 3. Лиге. У такмичењу учествује 18 тимова.
Лига је основана 1974. године, а идеја о њеном стварању је настала годину дана раније. У неким сезонама лига је имала по 20 или 22 тима, а систем такмичења је такође био променљив. Од 1974. до 1981. постојале су две дивизије, северна и јужна. Касније је успостављен систем са једном дивизијом. Приликом уједињења Њемачке, сезона 1991/92. одиграна је поново са две дивизије, а након ње је враћена једна и тада је договорено да 18 тимова учествује у лиги, што је правило и данас.
Прва два тима на табели на крају сезоне се пласирају у виши ранг такмичења, а трећи кроз доигравање од 1974. до 1991. и од 2008. до данас. У међувремену је трећепласирани тим, као и прва два могао директно да се пласира у виши ранг. Слична су правила и за испадање из лиге. Последња два тима директно испадају у 3. Лигу, док се тим изнад њих бори у доигравању против трећепласираног из 3. Лиге.